# A Pobra do Caramiñal
A Pobra do Caramiñal är en kommun i Spanien. Den ligger i provinsen A Coruña i den autonoma regionen Galicien i nordvästra delen av landet, 500 km väster om huvudstaden Madrid. Antalet invånare är 9 184 (2024). Arean är 32,51 kvadratkilometer.